# Platycheirus normae
Platycheirus normae är en tvåvingeart som beskrevs av Fluke 1939. Platycheirus normae ingår i släktet fotblomflugor, och familjen blomflugor. Inga underarter finns listade i Catalogue of Life.